# Rimington Bluff
Das Rimington Bluff ist ein Felsenkliff im ostantarktischen Mac-Robertson-Land. Es ragt unmittelbar südlich des Tingey-Gletschers am südlichen Ende des Mawson Escarpment auf.
Luftaufnahmen der Australian National Antarctic Research Expeditions aus den Jahren 1956, 1960 und 1973 dienten seiner Kartierung. Das Antarctic Names Committee of Australia benannte es 1973 nach dem australischen Geodäten George Robert Lindsay Rimington (1908–1992), stellvertretender Direktor der Leiter des Australian Division of National Mapping von 1961 bis 1966.